# Academia en Ivy Ridge
Academy at Ivy Ridge era una escuela de modificación de conducta independiente, de propiedad privada y con fines de lucro en Ogdensburg, Nueva York. Se promocionó como un internado.  La serie documental de Netflix de 2024 El programa: Sumisión, sectas y secuestros documentó las condiciones de la instalación y el impacto duradero que tuvo en las personas que asistieron. 

## Propiedad y afiliación
La institución era propiedad de la sociedad comercial formada por las corporaciones Jason G. Finlinson y Joseph y Alyn Mitchell.  La propiedad en la que se encontraba la escuela fue comprada en 2001 por Robert Browning Lichfield Family Limited de Toquerville, Utah,  y la escuela abrió más tarde ese año en afiliación con la Asociación Mundial de Programas y Escuelas Especializadas (WWASPS por sus siglas en inglés). En 2003, el New York Times informó que el director de la escuela había sido anteriormente administrador en Casa by the Sea. (otra escuela de la WWASPS)  En enero de 2006, Ivy Ridge anunció que se había retirado de WWASPS en noviembre de 2005 debido a la atención negativa de los medios de comunicación que WWASPS estaba recibiendo.  Sin embargo, la subsidiaria Teen Help de WWASPS todavía realizaba actividades de marketing para la escuela en marzo de 2007. 

## Ubicación
La Academia en Ivy Ridge se encuentra en 237 acres (1 km²)   de terreno ubicado cerca del río San Lorenzo. La instalación, antigua sede del Mater Dei College,  tiene más de 200 000 pies cuadrados (20 000 m²)   de espacio de construcción que alberga aulas, dormitorios, áreas recreativas, centros de computación, laboratorios de ciencias, servicios de comida y oficinas. Los materiales promocionales de la escuela indican que las instalaciones cuentan con pistas de esquí de fondo, senderos naturales, canchas de tenis, baloncesto, voleibol de playa, béisbol, fútbol americano y fútbol soccer, todos ubicados dentro de un entorno boscoso. Sin embargo, a los estudiantes no se les permitía mirar por las ventanas. Un estudiante podría alcanzar el nivel superior en tan sólo 8 meses y ganarse el privilegio de mirar afuera y, ocasionalmente, que lo lleven afuera a jugar durante una actividad mensual de nivel superior.

## Historia
La institución comenzó a admitir estudiantes en 2001. En la primavera de 2005 había 460 estudiantes matriculados. 
Los estudiantes iniciaron un motín el 16 de mayo de 2005,  que resultó en al menos 4 docenas de expulsiones y 12 arrestos. Alrededor de 35 agentes del sheriff, policías estatales, oficiales de policía de la ciudad y agentes de la Patrulla Fronteriza de Estados Unidos ayudaron a poner fin al motín y capturar al menos a 30 fugitivos.  Más tarde, en la serie documental de 2024 El programa: Sumisión, sectas y secuestros, afirmaron que la Academia en Ivy Ridge se había llenado de gente que incluso dormía en colchones en el pasillo. Esto se debió a un gran grupo de recién llegados que provenían de otro programa de WWASPS llamado Casa by the Sea, que había sido cerrado por el gobierno mexicano.
Las denuncias de abuso incluyen malas condiciones de vida, procedimientos médicos no autorizados, tortura psicológica, abuso sexual y abuso físico. Las imágenes de video de una cámara de circuito cerrado de televisión obtenidas de la escuela muestran tácticas de restricción violenta utilizadas contra los estudiantes.
En marzo de 2009, se anunció que Ivy Ridge cerraría hasta el otoño de 2009 para reestructurarse. En ese momento había unos 60 estudiantes matriculados; debían ser enviados a casa o transferidos a internados similares.  En abril de 2009, el campus fue vendido a una corporación de Delaware y un portavoz del comprador dijo a los medios de comunicación que la escuela no volvería a abrir. 
En 2024, tras el estreno de El programa: Sumisión, sectas y secuestros, el fiscal de distrito del condado de St. Lawrence, Gary Pasqua, anunció el inicio de una investigación sobre la Academia en Ivy Ridge. 
Al 3 de junio de 2024, el campus permanece abandonado y la propiedad está listada para la venta por $875,000.
El 26 de junio de 2024, The Salt Lake Tribune informó que el hermano de Robert Lichfield y compañero asociado de WWASPS, Narvin Lichfield, quien era director de la Academia afiliada en Dundee Ranch, había presentado una demanda civil contra la directora de El programa: Sumisión, sectas y secuestros, Katherine Kubler, y Netflix, alegando que había sido difamado y grabado en secreto. 

## Demandas y abusos
La instalación ha sido demandada por varios exalumnos por abusos generalizados.  Cuando el lugar fue abandonado en 2009, los exalumnos encontraron extensos registros de abusos archivados y grabados. Varias demandas contra Ivy Ridge, incluido el testimonio de estudiantes, están documentadas en El programa: Sumisión, sectas y secuestros, una docuserie de Netflix estrenada en 2024. También secuestraron a muchos adolescentes y niños debido al desconocimiento de los padres de las medidas usadas en el establecimiento. Los estudiantes y los padres desconocían en gran medida los abusos y, debido a la censura de las cartas que los estudiantes escribían a casa, no se pudo transmitir de ninguna manera ninguna comunicación significativa al respecto. 
Los pedidos de investigación y procesamiento de la ex supervisora residente, Amy Ritchie, comenzaron a circular en internet tras el documental en Netflix, además del ex empleado George Tulip y el fundador Robert Lichfield, todos por abuso infantil.

## Estatus legal como escuela
El 17 de agosto de 2005, se ordenó a Ivy Ridge pagar multas civiles de $250,000 al Fiscal General del Estado de Nueva York, dejar de emitir diplomas de escuela secundaria no autorizados y abstenerse de publicitar que es una escuela acreditada. Además, se exigió realizar reembolsos parciales a los exalumnos.  El 1 de diciembre de 2006, el Departamento de Educación del Estado de Nueva York rechazó la solicitud de Ivy Ridge de autorización para emitir diplomas de escuela secundaria. La carta del departamento a Ivy Ridge afirmaba que se había determinado que la institución era principalmente un programa de modificación de conducta, no una escuela.  A raíz de esta sentencia, la matrícula de la escuela se redujo de unos 500 a menos de 100 estudiantes. 
En relación con el incidente, la Asociación del Noroeste de Escuelas Acreditadas con sede en Idaho, que había acreditado a Ivy Ridge, fue criticada por acreditar una escuela fuera de su área de servicio y por violar sus propios procedimientos al no exigir una licencia estatal como requisito previo para la acreditación. 
En abril de 2009, un juez se negó a desestimar una demanda relacionada con la cuestión del diploma. 